# Principauté de Sedan
28 août 1549 – 19 septembre 1642
Entités précédentes :
- fief de Mouzon (seigneurie de Sedan 1424)
- Principauté de Liège (duché de Bouillon 1484)
- seigneurie de Raucourt (1549)

Entités suivantes :
- Royaume de France (seigneurie de Sedan et de Raucourt)
- Principauté de Liège (duché de Bouillon 1521)

La principauté de Sedan, constituée autour de la ville du même nom, est à l'origine un territoire relevant du Saint-Empire romain germanique puis du royaume de France à partir de 1379,. Il devint à l'Époque moderne, de 1549 à 1642, une entité souveraine située entre les Pays-Bas espagnols, le royaume de France et le Saint-Empire.
En 1642, elle est intégrée au royaume de France à la suite de la bataille de la Marfée, une des batailles de la guerre de Trente Ans,.

## Histoire

### La seigneurie de Sedan au Moyen Âge
Au Moyen Âge, Sedan dépend du fief de Mouzon dont l'empereur du Saint-Empire est le seigneur,.
La principauté de Sedan a pour origine le traité de Francheval,,, : par ce contrat de pariage signé le 8 juin, 1259,,,, à Francheval entre l'évêque Henri, de Liège et l'archevêque Thomas, de Reims, les deux prélats décident de mettre en commun ou en indivision la terre qu'ils possèdent entre la Chiers et la forêt de Bouillon ; cette terre est connue comme le fief de Douzy,, ; elle comprend dix-huit localités, à savoir : Saint-Menges, Floing, Fleigneux, Illy, Givonne, Villers-Cernay, Daigny, La Moncelle, Rubécourt, Lamécourt, Bazeilles, Balan, Pouru-aux-Bois, Pouru-Saint-Remy, Sedan, Escombres, Douzy et Francheval,,.
La seigneurie passe au royaume de France en 1379 lors de la guerre de Cent Ans.
La ville se développe entre le château de Sedan et la Meuse.
La construction du château de Sedan va modifier le lien  avec l'abbaye de Mouzon : les seigneurs de Sedan deviennent progressivement maîtres chez eux.[pas clair]
À partir de 1420, les détenteurs de la seigneurie de Sedan appartiennent à la maison de La Marck, issue de la maison de Berg.

### Vers la souveraineté (1484-1549)
En 1484, Robert Ier de La Marck, seigneur de Sedan, reçoit en gage le duché de Bouillon, fief dépendant de la principauté de Liège.
Son fils Robert II se proclame duc de Bouillon en 1492, profitant de ce que le prince-évêque Jean de Hornes, est occupé à restaurer le territoire liégeois ruiné au cours des troubles du règne de son prédécesseur, Louis de Bourbon.
En 1521, les troupes de Charles Quint reprennent la forteresse de Bouillon, mais l'empereur laisse au seigneur de Sedan dix-huit villages autour de Francheval.
Robert IV de La Marck prolonge cette politique d'agrandissement. En 1547 notamment, il échange avec le roi de France des terres autour de Mouzon contre des terres du pays sedanais[pas clair]. Dans les lettres formalisant cet échange, Henri II le reconnaît souverain sur les terres cédées.
En janvier 1549, Robert IV achète pour 11 000 écus la seigneurie « souveraine » de Raucourt à Claude de Foix, comtesse de Rethel et épouse de Charles de Luxembourg. L'acquisition de la souveraineté de Raucourt permet à la maison de La Marck de franchir un pas décisif vers la souveraineté de l'ensemble de leurs territoires sedanais,.
Robert de La Marck prend le titre de souverain le 28 août 1549, à l'occasion d'un tournoi entre les seigneurs d'Aguerre et de Fendilles. Ces deux gentilshommes opposés dans une querelle où leur honneur était en jeu avaient demandé au roi de France de bénéficier de la procédure du jugement de Dieu pour les départager. Henri II qui vient d'interdire ce type d'épreuves à la suite du duel du 10 juillet 1547 marqué par le fameux coup de Jarnac, le leur refuse en France, mais demande au seigneur de Sedan de l'organiser sur ses terres. D'Aguerre en sort vainqueur, et le duel est clôturé par un rapport qui insiste à de multiples reprises sur la souveraineté de Robert de La Marck.
« La situation de Sedan sur un bord jaloux de frontière, avec la forteresse qui y fut bâtie, mirent ses seigneurs en état de nager entre la France et la maison d'Autriche, par le fait et la commodité des lieux, non par aucun droit d'indépendance », écrit le duc de Saint-Simon (qui n'aimait pas les Princes de Sedan), dans ses Mémoires. Il parle aussi de « chétive souveraineté, grande comme la main, pot à moineaux, repaire de bêtes venimeuses, repaire de voleurs et des partis bleus des Ardennes, asile de tous les scélérats, souveraineté sur quelques sangliers ! ».
Robert de La Marck s'affirme souverain sur ses terres, mais ne se donne pas encore le titre de prince, ce qui va avoir lieu sous son successeur.

### La principauté de Sedan et les protestants
Au moment où la maison de La Marck fait proclamer sa souveraineté sur les terres sedanaises, rien n'indique la présence de protestants dans la cité ou les villages environnants. Mais l'affirmation de l'indépendance de ce petit État va y faire affluer les réformés. C'est le premier refuge hors de France au nord-est du royaume, et même si les princes en sont encore catholiques, leur tolérance est connue.
Le 1er mars 1562, le duc de Guise et ses troupes perpètrent le massacre de Wassy. L'afflux de réfugiés calvinistes à Sedan s'accroît. Henri-Robert de La Marck n'est pas sur ses terres, il sert le roi de France comme gouverneur en Normandie, mais son épouse Françoise de Bourbon-Vendôme les autorise à s'installer dans la principauté. À son retour à Sedan fin 1562, Henri-Robert de La Marck constate l'implantation de ces réfugiés, et également les premières conversions au sein de la population native.
Le 19 mars 1563, Henri-Robert de La Marck et Françoise de Bourbon-Vendôme proclament dans leur principauté la liberté et l'égalité des cultes catholiques et protestants. Ils choisissent eux-mêmes la religion protestante, sans en faire état de façon spectaculaire.

### Le retour de la principauté au royaume de France
En 1602, le prince de Sedan, Henri de La Tour d'Auvergne, est mêlé à la conjuration de Charles de Gontaut-Biron et, en 1604, au complot de la marquise de Verneuil, Catherine Henriette de Balzac d'Entragues. Ses terres sont confisquées. Benjamin Aubery du Maurier est intendant au service du Prince de Sedan.
En 1606, Henri IV organise une expédition à Sedan. Henri de La Tour d'Auvergne implore son pardon et récupère ses biens.
En 1613, Henri de La Tour d'Auvergne participe à la rébellion des princes. En 1630, ses fils participent aux conspirations de Gaston de France. En 1641 a lieu la bataille de la Marfée, qui voit la victoire des Sedanais face aux troupes du roi de France.
En 1642, Frédéric-Maurice de La Tour d'Auvergne participe à la conspiration de Cinq-Mars. Le 23 juin, il est arrêté à Casal par le comte du Plessis-Praslin. Il est ensuite transféré au château de Pierre-Encise où il est détenu. En septembre, il apprend la condamnation de Cinq-Mars. Craignant le même sort, il écrit au cardinal de Richelieu, alors à Lyon, pour lui offrir de céder au roi la principauté de Sedan et de Raucourt. Le 12, jour de l'exécution de Cinq-Mars, Richelieu quitte Lyon et laisse au cardinal Mazarin le soin de traiter avec Frédéric-Maurice. Tout est réglé en trois jours : le 15, le roi accepte la cession. L'accord est parfois qualifié de traité.
Par contrat d'échange du 20 mars 1651, Frédéric-Maurice de La Tour d'Auvergne, duc de Bouillon, cède Sedan et Raucourt à Louis XIV et reçoit, en compensation, les duché-pairies d'Albret et de Château-Thierry ainsi que les comtés d'Auvergne et d'Évreux,.
Un arrêt du parlement de Paris rendu par le procureur général Daguesseau en 1709, rappelle la souveraineté du roi de France.

## Géographie
La principauté de Sedan comprenait :
- la souveraineté de Sedan, composée de Balan, Bazeilles, La Chapelle, Daigny, Douzy, Fleigneux, Francheval, Givonne, Illy, La Moncelle, Pouru-Saint-Remy, Rubécourt, Sedan et Villers-Cernay ;
- l'ancienne souveraineté de Raucourt, composée d'Angecourt, Haraucourt, Bulson, Raucourt, Thelonne et Noyers-Pont-Maugis, Wadelincourt ;
- la souveraineté de Saint-Menges, en indivis.

## Liste des seigneurs et princes de Sedan
Les princes de Sedan sont par alliance, Comtes de Braine et Comtes de Roucy.

### Les seigneurs de Sedan (jusqu'en 1549)

#### Maison de La Marck
- 1420-1440 : Évrard II de La Marck-Arenberg
- 1440- : Jean de La Marck
- -1487 : Robert Ier de La Marck
- 1497-1536 : Robert II de La Marck
- 1536-1537 : Robert III de La Marck
- 1536-1556 : Robert IV de La Marck. Il est qualifié de prince par le roi de Danemark en 1551[34].

### Princes de Sedan (1549-1642)

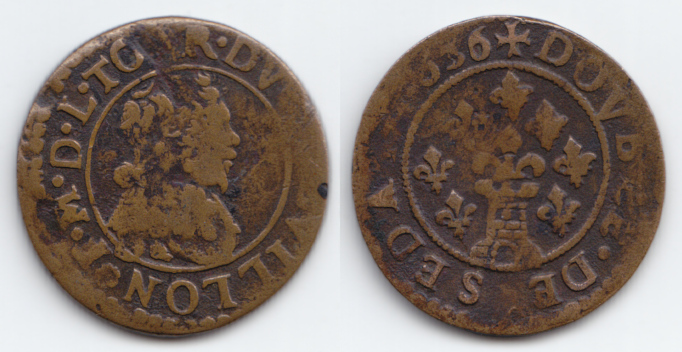
Une pièce double tournois frappée à Sedan en 1636. A l'avers figure un portrait de Frédéric-Maurice de La Tour, au revers les armoiries de la maison de La Tour d'Auvergne.

#### Maison de La Mark
- 1556-1574 : Henri-Robert de La Marck (1539-1574). Il prend le titre de prince dans ses coutumes de 1568[34] puis est qualifié de prince par le prince-évêque de Liège en 1573[34].
- 1574-1588 : Guillaume-Robert de La Marck (1563-1588). Il est reconnu prince par Henri III en 1584[34].
- 1588-1594 : Charlotte de La Marck (1574-1594), épouse Henri de La Tour d'Auvergne en 1591. Charles-Robert de La Marck (1541-1622), comte de Maulévrier et comte de Braine, deuxième fils de Robert IV de La Marck et catholique, est lésé[réf. nécessaire] de la succession de la principauté à la mort de sa nièce.

#### Maison de La Tour d'Auvergne
- 1591-1623 : Henri de La Tour d'Auvergne (1555-1623), épouse en secondes noces Élisabeth de Nassau.
- 1623-1626 : Élisabeth de Nassau est régente.
- 1623-1642 : Frédéric-Maurice de La Tour d'Auvergne (1605-1652), épouse Éléonore-Fébronie de Berg. Deux brevets du 21 mars 1647 et du 2 avril 1649, reconnaissent à Frédéric-Maurice et à sa maison le rang de princes étrangers issus de maisons souveraines habituées au royaume[32]. Après le contrat d'échange de 1651, un brevet du 17 février 1652 confirme celui de 1649 et maintient Frédéric-Maurice et son frère Henri (1611-1675) dans leur qualité de princes étrangers[32].

## Le caveau des princes
Les princes protestants de Sedan furent enterrés au temple protestant, actuelle église Saint-Charles. Les corps furent translatés en 1930 place d'Alsace-Lorraine. On trouve dans ce caveau :
- Henri de La Tour d'Auvergne (1623)
- Louis de Hanau (1627) fils de Catherine-Belgique d'Orange-Nassau
- Julienne-Catherine de La Tour d'Auvergne (1637)
- Élisabeth de Nassau (1642)
- Jean Philippe Frédéric du Palatinat (1650)
- Henri de Roye de La Rochefoucauld (1653) vidame de Laon, fils de Julienne-Catherine
- Guy de Roye de La Rochefoucauld (1684) vidame de Laon, petit-fils de Julienne-Catherine

## Une principauté protestante

### Les pasteurs protestants
- Guy de Brès (1562)
- Pierre Dumoulin (1621-1658)
- Pierre Jurieu (1675-1681)

Les princes de Sedan fondent l'académie de Sedan.

### Les réfugiés protestants
De nombreux protestants se réfugient à Sedan après les massacres de la Saint-Barthélémy :
- Nicaise Le Febvre
- Philippe Duplessis-Mornay
- Anne d'Alègre et son fils Guy XX de Laval
- Elisabeth de Hauteville, l'épouse d'Odet de Coligny
- Les filles de Sully (Maximilien de Béthune)
- Jean Errard
- Pierre Pithou
- Louis de Bourbon (1604-1641)
- Frédéric V du Palatinat
- Les descendants de Francesco Burlamacchi

### L'artisanat
Du XVIe au XVIIe siècle, les princes de Sedan battent monnaie et encouragent les manufactures d'armes, la fabrication du draps de laine, la dentelle Point de Sedan et l'horlogerie. Des imprimeurs protestants comme Jean Jannon s'installent dans la principauté, Bernard Palissy y réalise ses recherches sur les émaux.

## Les gouverneurs après le rattachement à la France
- 1642-1662 : Abraham de Fabert d'Esternay
- 1662-1692 : Georges de Guiscard, comte de la Bourlie
- 1692-1720 : Louis Guiscard, fils du précédent
- 1720-1725 : Jacques Eléonor Rouxel de Grancey
- 1725-1739 : François de Franquetot de Coigny
- 1739-1764 : François d'Harcourt, arrière petit fils maternel du maréchal de Fabert
- 1764 : Jean Pierre d'Harcourt
- Guy-André-Pierre de Montmorency-Laval